# Acceptilatio
En el dret civil romà antic, l'acceptilatio era una manera formal que extingia una obligació a través d'un interrogatori mutu entre deutor i creditor. Cada part quedava exonerada del contracte que s'havia establert verbalment. En altres paraules, acceptilatio és una fórmula verbal per la qual un creditor allibera el seu deutor d'un deute o obligació, i reconeix que ha rebut allò que de fet potser no ha rebut (veluti imaginaria solutio).
Aquest alliberament del deute per acceptilatio s'aplica només als deutes que s'han contractat per stipulatio (estipulació, una obligació entre un creditor i un deutor feta oralment), d'acord amb una norma del dret romà que només els contractes fets per paraules poden resoldre's amb paraules.
Aquesta forma de resoldre un deute no es considerava exclusiu dels romans, sinó que formava part del dret general, i les fórmules podien expressar-se en qualsevol idioma. Era freqüent el grec. Recitant les paraules establertes (Quod ego tibi promisi, habesne acceptum? i el creditor responia Habeo), es considerava que les paraules pronunciades constituïen una acceptació, però es posava també pe escrit i es conservava un registre de l'acte. L'acceptilatio era un alliberament formal de l'obligació i funcionava amb eficàcia tant si el pagament s'havia rebut com si no. Velut solvisse videtur qui acceptilatione solutus est, diu el Digest.